# Parafia Chrystusa Zbawiciela w Asnières
Parafia Chrystusa Zbawiciela – parafia prawosławna w Asnières-sur-Seine. Należy do dekanatu paryskiego północno-wschodniego w jurysdykcji Arcybiskupstwa Zachodnioeuropejskich Parafii Tradycji Rosyjskiej Patriarchatu Moskiewskiego.
Nabożeństwa w parafii odbywają się w języku cerkiewnosłowiańskim, obowiązuje kalendarz juliański.
Obowiązki proboszcza pełni ks. André Svynarov.